# Peyrencou
Le Peyrencou est une rivière du sud de la France affluent du Girou sous-affluent de l'Hers-Mort et de la Garonne.

## Géographie
De 15,1 km de longueur, il prend sa source sur la commune de Montégut-Lauragais, dans la Haute-Garonne et se jette dans le Girou en rive gauche sur la commune de Loubens-Lauragais.

## Départements et communes traversées
- Haute-Garonne : Montégut-Lauragais, Falga, Loubens-Lauragais, Le Faget, Le Cabanial, Auriac-sur-Vendinelle.

## Principaux affluents
- Ruisseau de Péri 5,8 km